# Trichoplusia callista
Trichoplusia callista là một loài bướm đêm trong họ Noctuidae.